# Лицей-интернат № 7
МАОУ «Лицей-интернат № 7» — специализированная школа для одарённых детей татарско-турецкий экономический лицей, нетиповое учреждение для детей проявивших выдающиеся способности.

## История
Лицей был открыт в 1994 году в результате сотрудничества между Татарстаном и Турцией. Всего в Татарстане было открыто семь учебных заведений, в народе известных как татарско-турецкие лицеи. За время работы лицей окончили более 700 учащихся.
До 1998 года лицей располагался в здании школы № 71. 1 сентября 1998 года лицей переехал в новое здание по адресу: ул. Четаева 37а. В 2008 году лицей-интернат приобрёл статус автономного учреждения. В 2010 году учреждение получило статус нетипового учреждения для детей проявивших выдающиеся способности. В 2015 году учреждение вошло в республиканскую сеть школ интернатного типа для одарённых детей.
В 2019 стала Опорной школой РАН .

## Успехи
В 2013 году лицей занял восьмое место в рейтинге «100 лучших школ Республики Татарстан». В 2014 году учреждение поднялось на третье место в данном рейтинге.
По результатам федерального рейтинга лицей входит в 100 лучших школ России, обеспечивающих высокий уровень подготовки по социально-экономическому профилю. В 2014 году лицей стал лауреатом всероссийского конкурса «100 лучших школ России» в номинации «100 лучших лицеев».
В 2021 году лицей вошел в ТОП-200 лучших технических школ согласно рейтинговому агентству RAEX